# Городская реформа Александра II
Городская реформа 1870 года — одна из либеральных реформ императора Александра II, изменившая принципы городского самоуправления и повысившая возможности населения контролировать и развивать своё городское хозяйство. 
Её основным законодательным актом было Городовое положение 16 июня 1870 года. Органы самоуправления стали всесословными и получили расширенные экономические права, что позволило им значительно активизировать свою хозяйственную и общественную деятельность. Круг избирателей, однако, оставался очень узким, а административный контроль — сильным. 
В 1892 году контрреформа Александра III сменила положение 1870 года новым, значительно более ограничительным, хотя и исправившим некоторые недостатки предыдущего.

## Предпосылки и разработка реформы
К 1861 году в Европейской России и Сибири насчитывалось 738 городских поселений разного типа: 60 губернских и областных центров, 506 уездных, 125 заштатных и 47 посадов. В них проживало около 6 млн человек. Однако подавляющее большинство этих поселений были малы (в середине 1840-х годов всего 62 города насчитывали более 10 тыс. человек), имели незначительные доходы (большая часть которых к тому же поглощалась обязательными расходами на содержание войск, полиции и т.п.) и слабое разделение труда, население многих из них занималось земледелием и жило в условиях, мало отличимых от сельских. После отмены крепостного права заметно усилился приток в города и крестьян, и лишившихся дохода помещиков.
Основу законодательства по городскому самоуправлению составляла Жалованная грамота городам, данная Екатериной II в 1785 году. Однако проведение в жизнь её положений, теоретически довольно прогрессивных, затруднялось как неразвитостью городов, так и сословными предрассудками и административным гнётом. Дворяне, как правило, считали ниже своего достоинства заседать в одних учреждениях с податными людьми, и шестигласные думы, которые должны были включать по одному представителю от каждого городского сословия, к 1820-м годам окончательно стали купеческо-мещанскими собраниями; общие же думы вообще практически исчезли. Реальные возможности органов самоуправления, особенно по расходованию имевшихся средств, были крайне ограничены. Распорядительная власть в городах принадлежала в основном полицейским чиновникам (полицмейстерам в столицах и губернских городах, городничим в уездных), наделённым чрезмерно широкими полномочиями и обременённым избыточными задачами. 
С начала 1820-х годов правительство разрабатывало разного рода проекты преобразования действующей системы, но реальные действия сводились к мерам по уравнению доходов с расходами. В 1842 году новый министр внутренних дел Л. А. Перовский признал в докладе императору плачевное состояние городских экономик и инициировал меры по сбору сведений о них и по увеличению роли общественных учреждений. В качестве своего рода эксперимента в 1846 году было введено отдельное положение для Санкт-Петербурга, разработанное Н. А. Милютиным и несколько повысившее роль выборных органов. По нему в столице создавались всесословная общая дума, редко созываемая, и постоянная «распорядительная дума», в составе которой преобладали купцы. При этом для избирателей был введён значительный имущественный ценз, так что их количество составило всего 1,3% населения города; к тому же дворяне и купцы 1-й гильдии имели в общей думе значительно больше прав, чем остальные сословные группы. Но даже такая реформа консервативным кругам общества показалась радикальной, и Н. А. Милютина за неё прозвали «красным».
Следующий шаг был сделан в 1862 году, когда на основании идей московского генерал-губернатора П. А. Тучкова было введено «Положение об общественном управлении города Москвы». В отличие от петербургского образца 1846 года, в нём были уравнены в правах сословные группы, из распорядительной думы был убран правительственный чиновник, ослаблен губернаторский контроль. В Московской городской думе впервые стали играть заметную роль образованные дворяне, а в составе избирателей появились домовладельцы из крестьян, отставных солдат и духовенства. Однако имущественный ценз был по-прежнему довольно велик — 100 рублей годового дохода с недвижимости или капитала. Двухступенчатые выборы, прошедшие в начале следующего года, вызвали большой общественный резонанс. Городским головой был избран князь А. А. Щербатов, прослуживший на этом посту до 1869 года и завоевавший большую популярность. Московское Положение было распространено ещё на три города империи: Петербург (1862), Одессу (1863) и Тифлис (1863).
В том же 1862 году началась работа по подготовке общегосударственной реформы городского самоуправления на принципе бессословности, продлившаяся восемь лет. 20 марта последовало высочайшее повеление министру внутренних дел П. А. Валуеву «безотлагательно принять меры к улучшению общественного управления во всех городах России». На первом этапе министерство собрало сведения об истории городского управления в России и Европе, а также об экономическом состоянии городов. В губернских и уездных городах было создано 509 всесословных комиссий, предназначенных для выработки предложений.
Получив нужные сведения и обильные предложения местных комиссий, собранные и обработанные директором Хозяйственного департамента А. Д. Шумахером, министерство в 1864 году составило проекты «Положения о городском общественном управлении» и «Устава о городском хозяйстве». После переработки с учётом отзывов II отделения Е. И. В. канцелярии, ведавшего кодификацией законов, 31 декабря 1866 года П. А. Валуев внёс в Государственный совет свой проект, предусматривавший, в частности, ограничение нового управления 248 сравнительно крупными городами. Однако в марте 1868 года Валуев был снят с министерского поста, а его проект возвращён его преемнику А. Е. Тимашеву. После новой доработки, 28 марта 1869 года проект снова попал в Государственный совет, который принял решение о привлечении к работе лиц, ближе знакомых с городскими делами. В результате к апрелю 1870 года возник финальный проект документа, который был принят Государственным советом и 16 июня утверждён императором.

## Содержание реформы

### Городское общественное управление
К ведению органов городского общественного управления относились хозяйственные вопросы: благоустройство, содержание и улучшение инфраструктуры, продовольственное обеспечение, противопожарные меры, здравоохранение, народное образование, устройство пристаней, бирж и кредитных учреждений и пр. Надзор за деятельностью этих органов доверялся губернатору.
Вместо шестигласных дум, фактически подчинённых губернской администрации и прозванных к тому времени «безгласными», создавались два постоянных всесословных органа: городская дума и подотчётная ей городская управа. Дума избиралась на четыре года голосованием городских жителей, а сама избирала (также на четыре года) членов городской управы и городского голову, который был председателем обоих органов. Разделение полномочий между думой и управой было подобно разделению законодательной и исполнительной властей: дума принимала общие правила и постановления, назначала содержание должностным лицам, регулировала местное налогообложение, рассматривала бюджеты и отчёты о доходах и расходах, давала общие инструкции исполнительной власти и т.д.; управа же исполняла определения думы, составляла сметы доходов и расходов, собирала для думы сведения и отчитывалась перед ней о своей работе.
Городская дума имела право выпускать (с одобрения полиции и губернатора) обязательные для жителей постановления, не противоречащие общегосударственным законам, однако круг этих постановлений ограничивался теми же хозяйственными вопросами.
Доходы городских бюджетов, до реформы пополнявшиеся преимущественно из казны и весьма скудные, теперь формировались в основном сборами с недвижимости, торгово-промышленных учреждений, с пользования общегородской инфраструктурой (включая рынки и скотобойни). Кроме того, городская дума могла брать от имени города займы. Из имеющихся средств, как и ранее, обеспечивались сначала обязательные государственные расходы.

### Выборы в думу и формирование управы
Городская дума избиралась раз в четыре года тайным голосованием ограниченного круга избирателей. К её членам (гласным) и избирателям предъявлялись примерно одни и те же требования: российское подданство, возраст не менее 25 лет и, вместо действовавших ранее сословных ограничений, уплата в городской бюджет сборов с недвижимости или профессиональных свидетельств: купеческого, промыслового или приказчичьего. По размеру уплачиваемых сборов избиратели делились, по прусскому образцу, на три избирательных собрания, каждое из которых в совокупности платило одну треть всей суммы этих сборов. Лишались права голоса лица, имеющие недоимки, банкроты (кроме признанных «несчастными», то есть пострадавшими от сторонних причин), судимые, лишённые должности, духовного сана или членства в сословных обществах, а также губернские чиновники и полицейские. Женщины не могли сами участвовать в выборах, а имели право только передавать свой голос родственникам или другим избирателям, как и лица в возрасте от 21 до 24 лет. Количество гласных в зависимости от численности населения города составляло от 30 до 72 человек.
Сами выборы проходили методом баллотировки шарами: каждому из трёх избирательных собраний предлагался свой список кандидатов, и каждый пришедший на выборы избиратель получал соответствующее количество шаров, по одному из которых должен был положить в ящик с именем каждого кандидата. Ящик имел отверстие для руки и два отделения внутри, окрашенные снаружи в чёрный и белый цвет; укладывание шара в белую половину ящика считалось голосом «за», а в чёрную — «против». Избранными считались кандидаты, получившие голоса «за» более чем от половины избирателей (абсолютное большинство), а при нехватке таковых — и получившие меньше голосов (относительное большинство). Несмотря на очевидное неудобство такого способа голосования, он применялся на выборах до 1917 года, так как считался более пригодным при низкой грамотности населения.
Городской голова и члены управы избирались городской думой из числа гласных или других лиц, имеющих право голоса, также тайным голосованием. В зависимости от ранга города требовалось утверждение кандидатуры городского головы министром внутренних дел (в губернских городах) или губернатором (в остальных). Евреи не могли занимать должность городского головы, а доля всех нехристиан в составе управы ограничивалась 30 процентами.
Кроме управы, городская дума могла учреждать и исполнительные комиссии для решения отдельных вопросов или управления отдельными отраслями хозяйства.

### Административный контроль
Хотя возможности органов городского самоуправления были значительно расширены по сравнению с временами «безгласных дум», контроль губернской и центральной администрации над их деятельностью сохранялся. Многие их решения подлежали утверждению губернатором, который также мог приостанавливать ввод их в действие, если считал противозаконными.
Для рассмотрения жалоб и конфликтных случаев создавались губернские по городским делам присутствия — особые коллегиальные органы, состоящие из губернатора, вице-губернатора, управляющего казённой палатой, прокурора окружного суда, председателя мирового съезда, председателя губернской земской управы и городского головы губернского города. Высшей инстанцией в этих делах был Сенат.

## Реализация и оценка
Первоначально новое Положение вводилось только в 45 губернских городах Европейской России, Сибири и Бессарабии. В большинстве остальных городов оно должно было вводиться «соображаясь с местными обстоятельствами», а в Западном крае — по особому законодательному решению, которое последовало только в 1875 году. В Нижнем Новгороде, Пензе и Симбирске, например, выборы состоялись уже в декабре 1870 года, в Самаре — в январе 1871-го, в уездных и заштатных городах этих губерний — в течение 1871—1873 годов. В 1872 году выборы прошли в Москве, причём в составе думы большинство оказалось у дворян и интеллигенции, хотя в дальнейшем такая ситуация не повторялась; в январе 1873-го выборы состоялись в Санкт-Петербурге.
Говоря об оценке городской реформы, историки уже с конца XIX века отмечают её двойственный характер. Одним из наиболее спорных её положений называют ограничение права избирать и быть избранными узким кругом лиц — плательщиков городских сборов, то есть преимущественно домовладельцев. Это выводило из сферы самоуправления множество общественно активных, образованных людей, не имевших собственной недвижимости или торгового дела, тогда как многие купцы и мещане, наделявшиеся избирательным правом, были малообразованны (нередко даже неграмотны), ограниченны и социально пассивны. Представители интеллигенции ради участия в выборах нередко добывали себе приказчичьи свидетельства. В результате им удавалось добиваться заметного представительства в думах, и образовательный уровень гласных мог оказываться наибольшим среди избранных по третьему, низшему разряду избирательных собраний.
Ещё во время разработки реформы рассматривался вопрос о введении особого квартирного налога, который дал бы основание включить в избирательные собрания и квартиронанимателей; некоторые из местных комиссий вообще предлагали заменить налоговый ценз образовательным. В результате, однако, расширение избирательного права было оставлено на усмотрение самих городских дум, которые этой возможностью не воспользовались. В Москве в период действия реформы число зарегистрированных избирателей составляло около 3% населения, однако фактически в выборах участвовала лишь малая их часть — в среднем 0,13% населения.
Ещё одной особенностью реформы, придававшей ей половинчатый характер, был значительный административный контроль над создаваемыми органами самоуправления (хотя реформой 1892 года он был ещё больше усилен). С той же целью было проведено и совмещение должностей председателя думы и управы в одном лице городского головы, которое, с одной стороны, облегчало правительству контроль над ними, а с другой создало условия для широкого произвола голов, при том, что в земских учреждениях аналогичные должности были разделены. Большой объём обязательных государственных расходов нередко вынуждал города идти на накопление недоимок по этим расходам, что давало администрации ещё один рычаг давления на них.
Распространённой проблемой была и низкая посещаемость заседаний городских дум, так что в начале 1880-х годов правительству пришлось разрешить при отсутствии кворума (треть списочного состава по Положению 1870 г.) назначать новое заседание, которое считалось состоявшимся уже при любом числе участников.
Несмотря на все недостатки, реформа привела к существенному оживлению экономической и социальной жизни. Уже сенаторская ревизия 1880 года констатировала значительный прогресс городского хозяйства. С 1871 по 1889 г. средний размер городского бюджета увеличился с 29,4 тыс. до 77,8 тыс. рублей, общая сумма расходов городов на народное образование — с 581 тыс. до 4,43 млн рублей, на благотворительные заведения — с 786 тыс. до 5,22 млн рублей, на медицину — с 91,8 тыс. до 498 тыс. рублей, причём эти расходы стали в значительно большей степени обеспечиваться займами. В Петербурге в 1877 году городская дума добилась передачи в своё ведение имевшихся на тот момент 16 приходских училищ и учредила профильную комиссию, которая в первые же два года работа нарастила число начальных школ до 51, а к 1890 — до 262; расходы на них с 1871 по 1891 г. выросли с 27 тыс. до 672 тыс. рублей. В Москве эти расходы выросли с 1873 по 1892 г. с 97 тыс. до 2,22 млн рублей.
Уже в начале 1870-х годов думы ряда губернских городов начали активно отстаивать местные интересы перед правительством и перед железнодорожными обществами, в том числе в суде. Успехи достигались и в хозяйственной деятельности: так, в Нижнем Новгороде одним из первых предприятий новоизбранной думы была постройка нового водопровода с бесплатным забором воды, а в последующие годы дума учредила в городе первое реальное училище, первое родовспомогательное заведение, первые городские лечебницы, ряд благотворительных заведений, газовое освещение и первые общественные купальни.
Недостатки реформы были в общих чертах ясны практически с самого начала. После сенаторских ревизий 1880 года была учреждена «Кахановская комиссия» для разработки предложений по дальнейшему совершенствованию местного самоуправления. Одновременно Хозяйственный департамент МВД предпринимал попытки изменить правила выборов в городские думы. Среди предполагаемых изменений была отмена трёхразрядного деления избирателей, введение территориальных избирательных участков, допуск к выборам квартиронанимателей. Перспективы изменений очень активно обсуждались в печати. Введённое указом 1892 года новое Городовое положение действительно устранило трёхразрядную систему, но при этом ещё более сузило круг избирателей за счёт имущественного ценза и усилило административный контроль над деятельностью городских органов самоуправления.